# Osobennosti nacional'noj rybalki
Osobennosti nacional'noj rybalki (Особенности национальной рыбалки, in italiano: Peculiarità della pesca nazionale) è un film del 1998 diretto da Aleksandr Rogožkin.

## Trama
I vecchi amici si ritrovano di nuovo, ma per pescare. All'improvviso si rendono conto che non stanno più riposando in Russia, ma in Finlandia.